# Crepidomanes walleri
Crepidomanes walleri är en hinnbräkenväxtart som först beskrevs av Watts, och fick sitt nu gällande namn av Tind. Crepidomanes walleri ingår i släktet Crepidomanes och familjen Hymenophyllaceae. Inga underarter finns listade.